# Roman Młodzianowski
Roman Młodzianowski (ur. 24 listopada 1785 w Warszawie zm. 15 listopada 1852 tamże) — urzędnik Księstwa Warszawskiego i Królestwa Polskiego, żołnierz napoleoński.

## Życiorys
Urodził się 24 listopada 1785 w Warszawie w rodzinie frankisty Franciszka Salezego i jego żony Anieli z Nowickich; miał trzech braci: Józefa, Jana i Benedykta oraz cztery siostry: Ewę, Juliannę, Bogumiłę i Elżbietę.
Ukończył szkołę pijarów w Warszawie i w 1807 rozpoczął służbę w ministerstwie Wojny Księstwa Warszawskiego jako podsekretarz. W marcu 1809 mianowany sekretarzem i 15 sierpnia awansowany do stopnia porucznika. Brał udział w wojnie z Austrią oraz w bitwie opd Lipskiem, gdzie został wzięty do niewoli. W 1815 pracował Komisji Rządowej Wojny w stopniu majora. W 1821 awansowany do stopnia podpułkownika a w 1824 do pułkownika.
Brał udział w powstaniu listopadowym jako szef wydziału w Komisji Rządowej Wojny. Po kapitulacji Warszawy pozostał w mieście i złożył przysięgę wierności carowi. W 1840 został referendarzem stanu. Odznaczony orderem Virtuti Militari, orderem świętej Anny oraz orderem św. Stanisława II klasy. W 1842 otrzymał prawo szlachectwa z herbem młodzian(opis herby nie zachował się). W 1846 przeszedł na emeryturę. Dwie trzecie swojej emerytury przeznaczał na wsparcie biednych.
Żonaty z Franciszką Marianną Swierczewską, miał jedną córkę która zmarła w dzieciństwie. Zmarł w Warszawie 15 listopada 1852 i pochowany został na cmentarzu powązkowskim.